# توم شارب
توم شارب (بالإنجليزية: Tom Sharp)‏ (30 يوليو 1957 في المملكة المتحدة - ) هو لاعب كرة قدم بريطاني في مركز الدفاع. لعب مع نادي برينتفورد.